# Cave Lake State Park

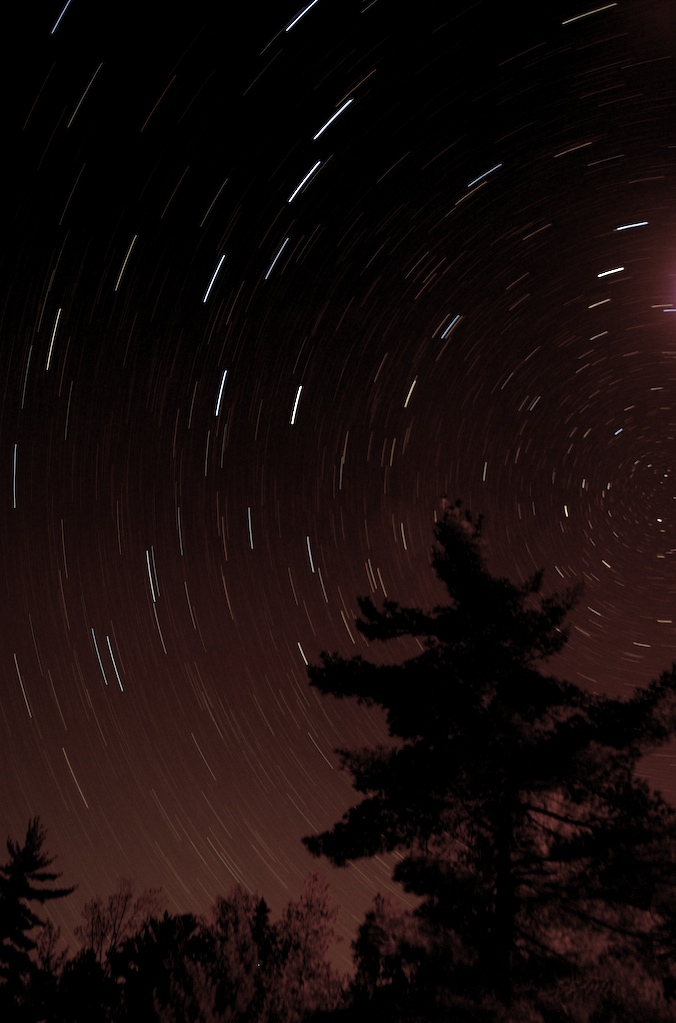
Zirkumpolare Sternbeobachtung im Cave Lake State Park

Der Cave Lake State Park ist ein State Park 25 km südöstlich von Ely im White Pine County in Nevada. Das Erholungsgebiet ist über den U.S. Highway 50/6/93 und die Success Summit Road erreichbar und liegt im Gebirgszug der Schell Creek Range umgeben von den Naturschutzgebieten der High Schells Wilderness und des Humboldt-Toiyabe National Forest. Die Wasserfläche des aufgestauten Sees beträgt 13 ha und befindet sich 2240 m über dem Meeresspiegel. Im Rahmen des White Pine County Lands Act konnte das Gelände im Mai 2007 von 5 km² auf 16,83 km² erweitert werden.
Bereits in den 1940er Jahren wurde der erste künstliche Staudamm errichtet um als Wasserspeicher für eine Rinderfarm dienen. Rund 20 Jahre später erwarb das State Department of Wildlife das Anwesen und erhöhte den Damm weit genug, um einen See mit Fischbesatz zu schaffen. 1965 wurde ein kleiner Campingplatz angelegt und 1973 wurde der State Park ausgewiesen. 1989 folgte ein zweites Campinggelände und der Park erreicht Besucherzahlen von 100 000 Menschen pro Jahr.
Die Waldflächen besten aus Espen, Pinyon-Kiefern, Wacholdersträuchern, Prunus virginiana und Weiden entlang des Cave Creek, der in den See mündet und des Steptoe Creek in den der See entwässert. Nacktschnabelhäher, Elstern, Meisen, Kleiber und Andenbaumläufer bevölkern die Wälder ebenso wie Wapiti, Weißwedelhirsch und Puma.
In den Sommermonaten lädt der See zum Baden, Bootfahren und Angeln ein, dabei wurden die größten und schwersten Fische in ganz Nevada gefangen, eine Bachforelle mit 12,4 kg hält den Rekord. Im Winter ist die Region kalt genug um den See zufrieren zu lassen. Seit 2005 wird jedes Jahr im Januar die White Pine Fire and Ice Show veranstaltet, ein Wettbewerb für Schnee- und Eisskulpturen auf dem gefrorenen See mit einem Feuerwerk zum Abschluss. 2009 wurde das Ereignis mit dem hundertjährigen Jubiläum der steam engine #93, einer gut erhaltenen Lokalbahn mit Dampflok zusammengelegt.